# Luynes (Fluss)
Die Luynes ist ein kleiner Fluss in Frankreich, der im Département Bouches-du-Rhône in der Region Provence-Alpes-Côte d’Azur verläuft. Sie entspringt unter dem Namen Vallat de Cauvet im Gemeindegebiet von Mimet, entwässert generell Richtung Nordwest durch den südlichen Großraum von Aix-en-Provence und mündet nach rund 15 Kilometern im Stadtteil La Pioline von Aix-en-Provence als linker Nebenfluss in den Arc. In diesem Verkehrsknoten quert die Luynes die Autobahn-ähnlich ausgebaute Départementsstraße D6, die Bahnstrecke Lyon–Marseille, die Autobahn A51 und die Départementsstraße D9.

## Orte am Fluss
(Reihenfolge in Fließrichtung)
- La Source, Gemeinde Mimet
- Biver, Gemeinde Gardanne
- Gardanne
- Luynes, Gemeinde Aix-en-Provence
- La Pioline, Gemeinde Aix-en-Provence